# Theodore E. White
Theodore (Ted) Elmer White (* 8. Dezember 1905 in Garnett, Kansas; † 7. September 1977 in Welda, Anderson County, Kansas), auch bekannt als „Doc“ White, war ein US-amerikanischer Paläontologe und Archäozoologe. Er leistete Pionierarbeit bei der Verwendung von Tierresten als Indikatoren für menschliches Verhalten in archäologischen Umgebungen und half bei der Entwicklung des Minimum Number of Individuals (MNI)-Systems, das Archäologen bei der Bestimmung der Mindestanzahl von Individuen in einer Skelettgruppe hilft.

## Leben
White war der Sohn von Luther B. White und Martha Louise White, geborene Hussey. Er verbrachte seine Kindheit in Kansas und besuchte schließlich die University of Kansas (KU). 1928 erwarb er den Bachelor of Arts und 1929 den Master of Arts an der KU, beide in Zoologie. Dort studierte er Herpetologie und Säugetierkunde, bevor er sich der Osteologie und Paläontologie zuwandte. Sein Doktoratsstudium absolvierte er an der University of Michigan, wo er 1935 mit der Dissertation Adaptive Evolution of the Pelvic Musculature of the Turtles of the Genera Clemmys, Emys and Terrapene zum Ph.D. in Zoologie promoviert wurde.
Während seiner Zeit an der University of Michigan belegte White Kurse bei dem Geologen Irving D. Scott und mehreren Paläontologen, die mit dem Museum of Paleontology verbunden waren. Einer von ihnen war Ermine Cowles Case, der erste Wirbeltierpaläontologe an der University of Michigan, der 1907 als Assistant Professor für Historische Geologie und Paläontologie eingestellt und 1921 zum Direktor des Geologischen Museums ernannt wurde. 1932 ging White an das Harvard Museum of Comparative Anatomy, wo er bis 1947 blieb.
1939 veröffentlichte er eine Monografie über die Osteologie von Seymouria baylorensis, einem fossilen Tetrapoden, der während der Perm-Trias-Grenze im heutigen Gebiet von Texas vorkam. Die Schrift basiert auf Exemplaren, die 1882 vom Fossiliensammler Charles H. Sternberg entdeckt wurden, jedoch gibt es in den Archiven der Harvard University keinen Hinweis darauf, dass eine Version dieses Manuskripts als Doktorarbeit diente.
Während des Zweiten Weltkriegs diente er von 1942 bis 1945 als Technical Sergeant in der United States Army. Danach arbeitete er für die River Basin Surveys der Smithsonian Institution. Den größten Teil seiner Karriere verbrachte er jedoch im National Park Service, wo er 1953 als erster Paläontologe im Dinosaur National Monument eingestellt wurde. Mit seinen Mitarbeitern, die Fossilien präparierten, wurde die Dauerausstellung im Steinbruch geschaffen, die die Besucher heute sehen können.
White hatte keine klassische Ausbildung in Zooarchäologie, sondern lernte das Fach wahrscheinlich erst später kennen. 1974 wurde er zum Ehrenmitglied der Society of Vertebrate Paleontology gewählt.
Zu Whites Erstbeschreibungen zählen die Huftierart Hexameryx simpsoni, die Insektenfresserart Micropternodus strophensis, die Krokodilart Alligator olseni und die Primatenart Cynodontomys lundeliusi.
White ist auf dem Welda Cementary, Kansas, beigesetzt worden.

## Dedikationsnamen
1979 benannte Eugene S. Gaffney die fossile Schildkrötenart Dinochelys whitei aus dem Unterjura nach White.